# Адам Вайлі
Адам Огастес Вайлі (англ. Adam Augustus Wylie; нар. 23 травня 1984, Сан-Дімас, Каліфорнія, США) — американський актор та ілюзіоніст, найбільш відомий за роллю Зака Брока, молодшого сина шерифа Брока, в телевізійному серіалі «Застава фехтувальників», знімання якого тривали з 1992 по 1996 рік. В минулому був речником корпорації Crayola.

## Життєпис

### Ранні роки
Адам Вайлі народився в Сан-Дімасі, Каліфорнія, в сім'ї Леонарда та Карен Вайлі. Адам має трьох братів: Еріка, Бена, Аарона та сестру Тай. Він відвідував початкову школу в Клермонті і християнську школу в Апленді. Акторську кар'єру хлопчик почав дуже рано, вже в 4 роки він знімався для реклами цукерок, а в 5 отримав першу невелику роль в американській телевізійній драмі «Без її згоди».

### Кар'єра актора
З дитинства Адам мав успіх, як актор озвучування. Коли йому виповнилось лише 9 років, його голосом заговорив головний герой Dennis Mitchell, мультиплікаційного серіалу «Абсолютно новий загрозливий Денніс», згодом він виконав ще багато озвучувань, як в дитячому віці так і пізніше в дорослому. Всього його доробок складає понад 50 озвучених ролей у відеоіграх, мультфільмах, як невеликих, так і у відомих повнометражних картинах, таких як: «Принцеса-лебідь» 1994 року, «Наполеон» 1995 року, «Усі собаки потрапляють до раю 2» 1996 року, «Смурфики 2» 2013 року та багато інших.
Першу роль на у телевізійному фільмі, хлопець отримав вже в п'ятирічному віці, згодом було ще кілька епізодичних ролей в кіно і на телебаченні, аж до того коли Адам у восьмирічному віці отримав одну з головних ролей в американському сімейному серіалі «Застава фехтувальників», яка принесла йому популярність. В цьому серіалі він знімався впродовж п'яти років, з 1992 по 1996 рік. Потім було ще багато ролей, як в кіно, так і на телебаченні. До 16 років, хлопець встиг знятися в понад 50 проектах в кіно і на телебачанні, серед яких були і головні ролі.
Окрім кіно і телебачення, Адам Вайлі має досвід театральних виступів. У 2002 році він зіграв Джека у мюзиклі «В ліс», який отримала премію Тоні на Бродвеї. Він виступав у багатьох різних театрах, в різних регіонах країни. В лютому 2007 року Вайлі дебютував у мюзиклі «Зла», де зіграв поруч з такими видатними зірками, як Іден Еспіноза, Дженна Лі Грін, Меган Гілті та Керол Кейн.

## Фільмографія
Фільмографія Адама Вайлі, на початок 2024 року нараховує 158 акторських робіт і продовжує зростати.
| Рік       |    | Українська назва                                      | Оригінальна назва                                      | Роль                             |
| --------- | -- | ----------------------------------------------------- | ------------------------------------------------------ | -------------------------------- |
| 1990      | ф  | Без її згоди                                          | Without her consent                                    | Лорен                            |
| 1990—1990 | с  | Порожнє гніздо                                        | Empty Nest                                             | хлопчик                          |
| 1990      | ф  | Дитяча гра 2                                          | Child's Play 2                                         | Семмі                            |
| 1990      | ф  | Дитсадковий поліцейський                              | Kindergarten Cop                                       | Ларрі                            |
| 1991      | ф  | Лікар                                                 | The Doctor                                             | Джої                             |
| 1991—1991 | с  | Хто тут бос                                           | Who's the Boss?                                        | дитина                           |
| 1991—1991 | с  | Великий ремонт                                        | Home Improvement                                       | Джиммі Вагнер                    |
| 1991—1991 | с  | Сайнфелд                                              | Seinfeld                                               | дитина                           |
| 1992—1992 | с  | Торкельсони                                           | The Torkelsons                                         | молодий Кірбі                    |
| 1992      | тф | Вітчим III                                            | Stepfather III                                         | хлопчик на святкуванні Великодня |
| 1992      | ф  | Що я робила цього літа                                | Out on a Limb                                          | Боб                              |
| 1992—1996 | с  | Застава фехтувальників                                | Picket Fences                                          | Закарі Брок                      |
| 1993      | ф  | Безрозсудний Келлі                                    | Reckless Kelly                                         | хлопчик з попкорном              |
| 1993—1993 | с  | Пригоди Бріско Каунті-молодшого                       | The Adventures of Brisco County, Jr.                   | Чарлі Сімс                       |
| 1993—1993 | мс | Абсолютно новий загрозливий Денніс                    | All-New Dennis the Menace                              | (голос) Денніс Мітчелл           |
| 1993      | мф | Спеціальна доставка Тіммі: дорогоцінні моменти Різдва | Timmy's Special Delivery: A Precious Moments Christmas | (голос) Тіммі, Кріс              |
| 1994      | мф | Помпоко: Війна танукі в період Хейсей                 | Heisei tanuki gassen ponpoko                           | (голос)                          |
| 1994      | мф | Саймон ягня                                           | Simon the Lamb                                         | (голос) Саймон                   |
| 1994      | мф | Принцеса-лебідь                                       | The Swan Princess                                      | (голос) молодий принц Дерек      |
| 1995      | ф  | Наполеон                                              | Napoleon                                               | (голос) Наполеон                 |
| 1995—1995 | с  | Екіпаж                                                | The Crew                                               | Хауї                             |
| 1995      | ф  | Звільнитися                                           | Breaking Free                                          | Біллі Ранкін                     |
| 1996—1996 | с  | Хлопчик зустрічає світ                                | Boy Meets World                                        | Роберт                           |
| 1996—1996 | с  | Чудернацька наука                                     | Weird Science                                          | Тревор Хопкінс                   |
| 1996—1996 | мс | Фантом 2040                                           | Phantom 2040                                           | (голос) Гамід                    |
| 1996      | мф | Усі собаки потрапляють до раю 2                       | All Dogs Go to Heaven 2                                | Девід                            |
| 1996—1996 | с  | Вона написала вбивство                                | Murder, She Wrote                                      | хлопчик                          |
| 1996—1996 | мс | Гаргульї                                              | Gargoyles                                              | Метью                            |
| 1996—1996 | с  | Любов і шлюб                                          | Love and Marriage                                      | Макс Бегг                        |
| 1996—1996 | мс | Діти джунглів                                         | Jungle Cubs                                            | (голос) Мунго                    |
| 1996      | ф  | Санта здоровань                                       | Santa with Muscles                                     | Тейлор                           |
| 1996      | вг | Мурашки по шкірі: Втеча з країни жахів                | Goosebumps: Escape from Horrorland                     | Люк Морріс                       |
| 1997—1997 | с  | Вир світів                                            | Sliders                                                | Тревор                           |
| 1997—1997 | с  | Життя на самоті                                       | Living Single                                          | кучерявий                        |
| 1997—1997 | с  | Високий інцидент                                      | High Incident                                          | Тіммі Мартін                     |
| 1997—1997 | мс | Пригоди з Книги Чеснот                                | Adventures from the Book of Virtues                    | (голос) Курті, Крозей, Русь      |
| 1997      | вг | Анімаційна розповідь Діснея: 101 далматинець          | Disney's Animated Storybook: 101 Dalmatians            | (голос) цуценя                   |
| 1997      | мф | Пригоди в одіссеї: шляхом шкоди                       | Adventures in Odyssey: In Harm's Way                   | (голос) Даг Гардінг              |
| 1997      | в  | Дитячі пригоди Crayola: 20 000 льє під водою          | Crayola Kids Adventures: 20,000 Leagues Under the Sea  | капітан Немо                     |
| 1997      | мф | Бридке каченя                                         | The Ugly Duckling                                      | (голос) молоде бридке каченя     |
| 1997—1997 | мс | Усі собаки потрапляють до раю                         | All Dogs Go to Heaven: The Series                      | (голос) Девід                    |
| 1997      | тф | Під обгортками                                        | Under Wraps                                            | Гілберт                          |
| 1997—1997 | с  | Оддвіль, МТВ                                          | Oddville, MTV                                          |                                  |
| 1997      | кф | В підвішеному стані                                   | Sitting in Limbo                                       | Джої Віола                       |
| 1997      | в  | Дитячі пригоди Crayola: казки про мандри Гуллівера    | Crayola Kids Adventures: Tales of Gulliver's Travels   | доктор Лемюель Гуллівер          |
| 1997      | в  | Дитячі пригоди Crayola: Троянський кінь               | Crayola Kids Adventures: The Trojan Horse              | Одіссей                          |
| 1998—1998 | с  | Відмічений ангелом                                    | Touched by an Angel                                    | Енді Хьюз                        |
| 1998—1998 | с  | Поза вірою: правда чи вигадка                         | Beyond Belief: Fact or Fiction                         | Ентоні Шоу                       |
| 1998      | мф | Хранителі Великодньої історії                         | The Easter Story Keepers                               | (голос) Джастін                  |
| 1998—1998 | с  | Пенсакола: Золоті крила                               | Pensacola: Wings of Gold                               | Кейсі Хант                       |
| 1998—1998 | с  | Келлі Келлі                                           | Kelly Kelly                                            | дитина #1                        |
| 1998      | в  | Діти кукурудзи 5: Поля жаху                           | Children of the Corn V: Fields of Terror               | Ізікейл                          |
| 1998—1998 | с  | 7-е небо                                              | 7th Heaven                                             | Марвін                           |
| 1998      | мф | Царівна-лебідь: співай разом                          | The Swan Princess: Sing Along                          | юний принц Дерек                 |
| 1998      | ф  | Людина з піску                                        | Sandman                                                | великодній заєць                 |
| 1999      | мф | Наш друг, Мартін                                      | Our Friend, Martin                                     | (голос) Сем Дейл                 |
| 1999      | мф | Король і я                                            | The King and I                                         | (голос) Луї Леоновенс            |
| 1999      | кф | Пірати: 3D шоу                                        | Pirates: 3D Show                                       | Дейві                            |
| 1999      | тф | Ферма повітряних куль                                 | Balloon Farm                                           | Чарльз                           |
| 1999      | тф | Банка з черв'яками                                    | Can of Worms                                           | Нік                              |
| 1999      | тф | Майкл Лендон, батько, якого я знав                    | Michael Landon, the Father I Knew                      | підліток Джек                    |
| 1999—1999 | с  | Дивовижний світ Діснея                                | The Wonderful World of Disney                          | Чарльз                           |
| 1999—1999 | с  | Курячий суп для душі                                  | Chicken Soup for the Soul                              | Нейт                             |
| 1999—1999 | мс | Перерва                                               | Recess                                                 | (голос) Дуейн                    |
| 1999—1999 | с  | Вокер, техаський рейнджер                             | Walker, Texas Ranger                                   | Томас                            |
| 2000      | тф | Затяжний стрибок                                      | Cutaway                                                | Кол                              |
| 2022      | тф | Під обгортками 2                                      | Under Wraps 2                                          | Бюллер                           |